# Sudan na Mistrzostwach Świata w Lekkoatletyce 2013
Sudan na Mistrzostwach Świata w Lekkoatletyce 2013 – reprezentacja Sudanu podczas czempionatu w Moskwie liczyła 1 zawodnika.

## Występy reprezentantów Sudanu
| Konkurencja         | Zawodnik               | Eliminacje | Eliminacje | Finał    | Finał   |
| Konkurencja         | Zawodnik               | Rezultat   | Pozycja    | Rezultat | Pozycja |
| ------------------- | ---------------------- | ---------- | ---------- | -------- | ------- |
| Skok wzwyż mężczyzn | Ali Mohd Younes Idriss | 2,17       | 25.        | NQ       | NQ      |